# يوحنا زيفيلينوس
يوحنا زيفلينوس (باليونانية: Ἰωάννης Ξιφιλῖνος)‏ مُلخّص كتابات كاسيوس ديو الذي عاش في القسطنطينية خلال النصف الأخير من القرن الحادي عشر الميلادي، وهو راهب وواعظ معروف وابن أخ لبطريرك القسطنطينية يوحنا الثامن.
أعدّ زيفلينوس خلاصة كتابات ديو بأمر من ميخائيل السابع دوكاس، لكنه لم يكملها، حيث لخّص الكتب من 36 إلى 80، التي تضمنت الفترة من عصر بومبيوس الكبير ويوليوس قيصر وصولاً إلى سيفيروس ألكساندر. كما فُقد تلخيصه للكتاب 70 الذي احتوى على عهد أنطونيوس بيوس والسنوات الأولى لحكم ماركوس أوريليوس. قام زيفيلينيوس بتقسيم العمل إلى أقسام، يحتوي كل منها على حياة إمبراطور. حذف زيفيلينوس أسماء القناصل، وقام في بعض الأحيان بتغيير أو تعديل النص الأصلي. تعتبر الخلاصة ذات قيمة لأنها حافظت على الأحداث الرئيسية في الفترة التي تناولها ديو.